# The Forger (1928)
The Forger é um filme mudo do gênero policial produzido no Reino Unido e lançado em 1928. É baseado no romance de 1927 The Forger, de Edgar Wallace.